# Envidia del pene
El concepto de envidia del pene hace referencia, según Sigmund Freud, y dentro del contexto psicoanalítico, a un elemento fundamental de la sexualidad femenina y móvil de su dialéctica.

La envidia del pene surge del descubrimiento de la diferencia anatómica de los sexos: la niña se siente lesionada en comparación con el niño y desea poseer, como éste, un pene (complejo de castración); más tarde, en el transcurso del Edipo, esta envidia del pene adopta dos formas derivadas: deseo de poseer un pene dentro de sí (principalmente en forma de deseo de tener un hijo); deseo de gozar del pene en el coito.

La envidia del pene puede abocar a numerosas formas patológicas o sublimadas.
 Laplanche & pontalis, Diccionario de psicoanálisis

## El concepto en el psicoanálisis freudiano
La envidia del pene en el psicoanálisis freudiano se refiere a la teoría de la reacción de una niña durante su desarrollo psicosexual a la conciencia de que ella no tiene un pene. Freud consideraba esta realización un momento decisivo en el desarrollo del género y la identidad sexual de las mujeres. Según Freud, la reacción paralela en los niños a la comprensión de que las niñas no tienen un pene es la ansiedad de castración.
En la cultura contemporánea, el término se usa a veces de forma coloquial, pero no acertada desde el punto de vista de la teoría psicoanalítica, para referirse a la idea de que las mujeres desearían tener un pene, o a la ansiedad entre los hombres sobre el tamaño de sus genitales.
Sigmund Freud introdujo el concepto de interés (y envidia) de la niña por el pene en su artículo de 1908 Teorías sexuales infantiles, pero esta idea no se desarrolló plenamente hasta mucho más tarde, en 1914, cuando se publicó su obra sobre el narcisismo. En la primera edición de la obra de  Freud Tres ensayos sobre teoría sexual (1905) no aparece este concepto.
El término cobró su significación a medida que Freud iba gradualmente definiendo sus puntos de vista sobre la sexualidad femenina. 
En la teoría del desarrollo psicosexual de Freud, la fase fálica (aproximadamente entre las edades de 3,5 y 6 años) es el período del desarrollo en el que el enfoque libidinal reside principalmente en el área uretral. Antes de esta etapa, la libido (definida por Freud como la fuerza de la energía primaria de motivación) se centra en otras áreas fisiológicas. Por ejemplo, en la fase oral, en los primeros 12 a 18 meses de vida, la energía libidinal se concentra en el deseo de comer, chupar y morder, y en la fase anal la atención estará centrada en el ano y en las heces. La teoría sugiere que el pene se convierte en el órgano de interés principal para ambos sexos en la fase fálica, siendo el catalizador de una serie de acontecimientos fundamentales en el desarrollo psicosexual. Estos hechos, conocidos en la teoría freudiana como complejo de Edipo, dan lugar a resultados distintos para cada sexo debido a las diferencias anatómicas.
Poco después del cambio de la libido hacia el pene, el infante desarrolla sus primeros impulsos sexuales hacia su madre. 
La niña se da cuenta de que no está físicamente preparada para tener una relación heterosexual con su madre, ya que no tiene un pene. Desea un pene y el poder que representa. Esto se describe como la envidia del pene. Ve la solución en la obtención del pene de su padre. Desarrolla un deseo sexual por él. Culpa a su madre por su castración aparente (lo que ve como un castigo de la madre por atraer al padre) lo que ayuda a cambiar la orientación de sus impulsos sexuales de su madre a su padre. El deseo sexual por su padre la hace querer sustituir y eliminar a su madre. La niña se identifica con su madre, para así aprender a imitarla y poder reemplazarla. El infante anticipa que los mencionados deseos le hacen merecedor de castigo, por el principio de la ley del talión. La niña emplea el mecanismo de defensa del desplazamiento para cambiar el objeto de sus deseos sexuales de su padre a los hombres en general. Se supone entonces que una chica realmente quiere llegar a ser como su madre, pues de este modo puede llegar a controlar a su padre.
Un proceso similar se produce en los niños de la misma edad que pasan a través de la etapa fálica del desarrollo. Las principales diferencias son el enfoque de los impulsos sexuales, que no necesitan cambiar de la madre al padre, manteniéndose la angustia de castración. Los deseos del niño se focalizan en su madre, a quien ve como el objeto de sus impulsos sexuales, identificándose con el padre. Por otra parte, el padre del niño, siendo el agresor de gran alcance de la unidad familiar, es lo suficientemente amenazador como para que el niño emplee el mecanismo de defensa de desplazar el objeto de sus deseos sexuales por su madre a las mujeres en general.
Freud pensaba que esta serie de acontecimientos, ocurridos antes del desarrollo de un sentido más amplio de la identidad sexual, es requerida por un individuo para entrar a su rol de género.
Si bien constituyó un concepto muy importante por varias décadas, la envidia del pene ya no es considerada como central por algunos psicoanalistas modernos.

## Críticas a la teoría de Freud
Las teorías de Freud sobre el desarrollo psicosexual, en particular, la fase fálica y el Complejo de Edipo en relación con la envidia fálica, han sido cuestionadas dentro de los círculos psicoanalíticos, aunque en el siglo XX, cuando empezaron a circular, fueron muy populares.
Así, por ejemplo, Karen Horney denunció una influencia de los factores culturales en la construcción de la teoría psicoanalítica que evitaban que la mujer se expandiera y desarrollara sus posibilidades personales y sexuales. Horney planteó la hipótesis de la envidia del útero, una envidia que sentirían los hombres hacia las mujeres.